# WR-1
WR-1 (RW-1) – polski samolot sportowy z okresu międzywojennego.

## Historia
Po 1926 roku studenci Stanisław Wigura i Stanisław Rogalski opracowali konstrukcję samolotu sportowego w układzie górnopłatu zastrzałowego, była to ich pierwsza wspólna konstrukcja.
Prototyp samolotu zbudowano w warsztatach Sekcji Lotniczej Koła Mechaników Studentów Politechniki Warszawskiej w 1927 roku i otrzymał on oznaczenie WR-1 i oznaczenie fabryczne SL-8. We wrześniu 1927 roku na lotnisku mokotowskim wykonano pierwszy lot samolotu.
W październiku 1927 roku samolot pilotowany przez Stanisława Rogalskiego wziął udział w I Krajowym Konkursie Awionetek, lecz z powodu awarii silnika w dniu 9 października w ostatnim dniu zawodów musiał przymusowo lądować i uszkodził poważnie płat.
Samolot został wyremontowany i w kwietniu 1928 roku wznowiono na nim loty, lecz już w maju doszło do kolejnej awarii i w samolocie zostało uszkodzone zostało podwozie. Poddano go kolejnemu remontowi, w czasie którego dokonano jednak już szereg drobnych zmian zwłaszcza w konstrukcji podwozia, co jednak spowodowało zwiększenie jego masy.
Tak wyremontowany samolot pilotowany przez pil. S. Tondysa  wziął udział w II Krajowym Konkursie Awionetek w dniach 29 październik – 1 listopada 1928 roku, zajmując w nim 12 miejsce.
W listopadzie 1928 roku po raz kolejny samolot uległ awarii, w czasie lądowania urwaniu uległ ogon samolotu. Chciano jeszcze przeprowadzić remont samolotu, w czasie którego planowano zmniejszenie pojemności zbiornika paliwa, umieszczenie w drugiej kabinie urządzeń sterowych i powiększenie płatów sterów, a samolot miał zakupić oddział śląski LOPP. Ostatecznie jednak do remontu nie doszło, a samolot w 1929 roku został ostatecznie skasowany.

## Użycie w lotnictwie
Samolot WR-1 zbudowany tylko jako prototyp; brał udział w lotach badawczych i uczestniczył w konkursach lotniczych.

## Opis techniczny
Samolot WR-1 był górnopłatem zastrzałowym o konstrukcji drewnianej, kryty sklejką i płótnem. Kabiny odkryte, tylko pierwsza była wyposażona w urządzenia sterowe. Podwozie klasyczne stałe. Napęd samolotu stanowił silnik gwiazdowy, 6-cylindrowy o mocy 45 KM.